# 바르셀로나 카탈루냐 서킷

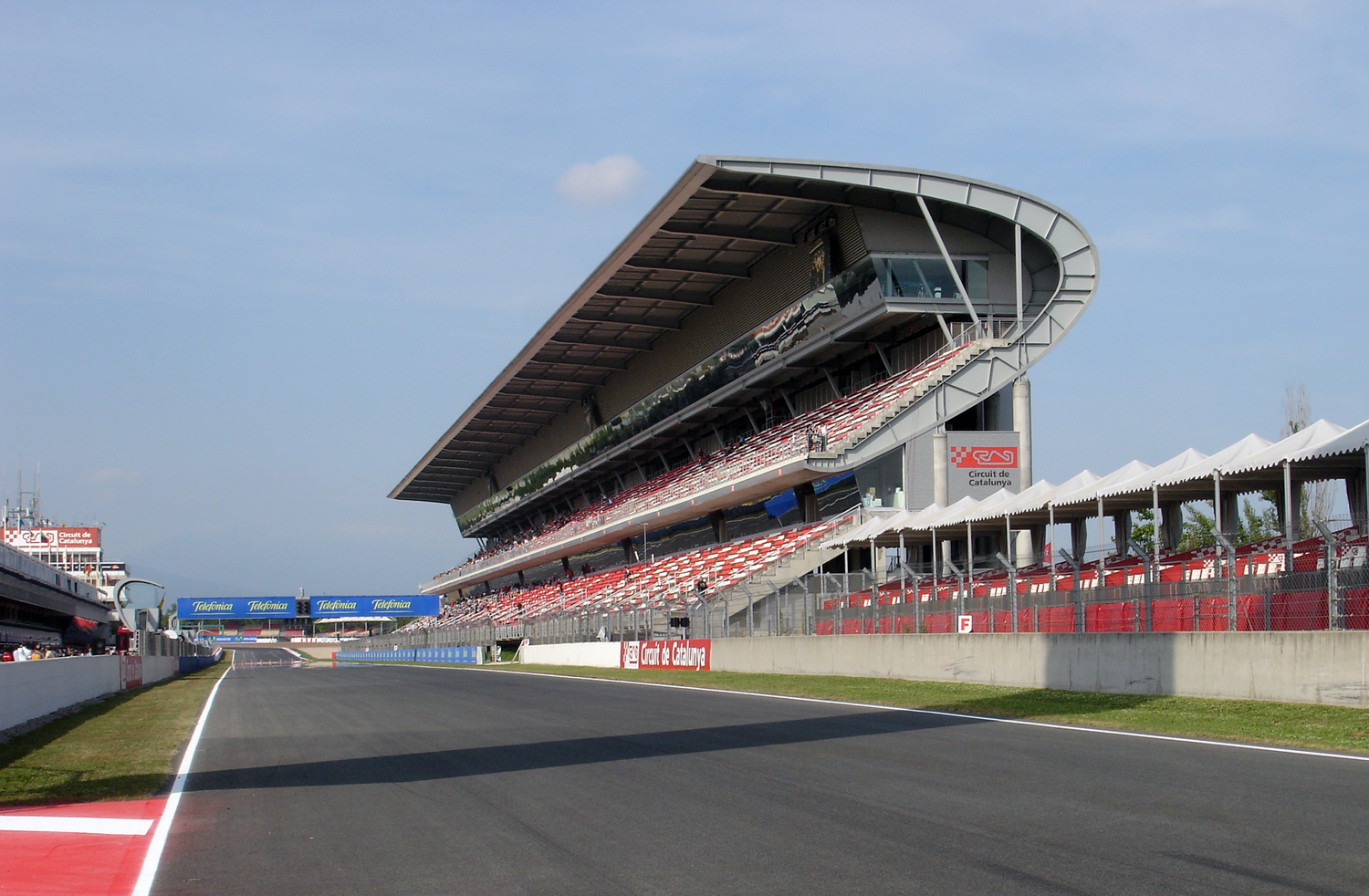
시작선

바르셀로나 카탈루냐 서킷(카탈루냐어: Circuit de Barcelona-Catalunya 서킷 드 바르셀로나 카탈루냐, 스페인어: Circuito de Barcelona-Cataluña)은 스페인 카탈루냐 지방 바르셀로나 주 북부 문멜로에 있는 서킷이다.

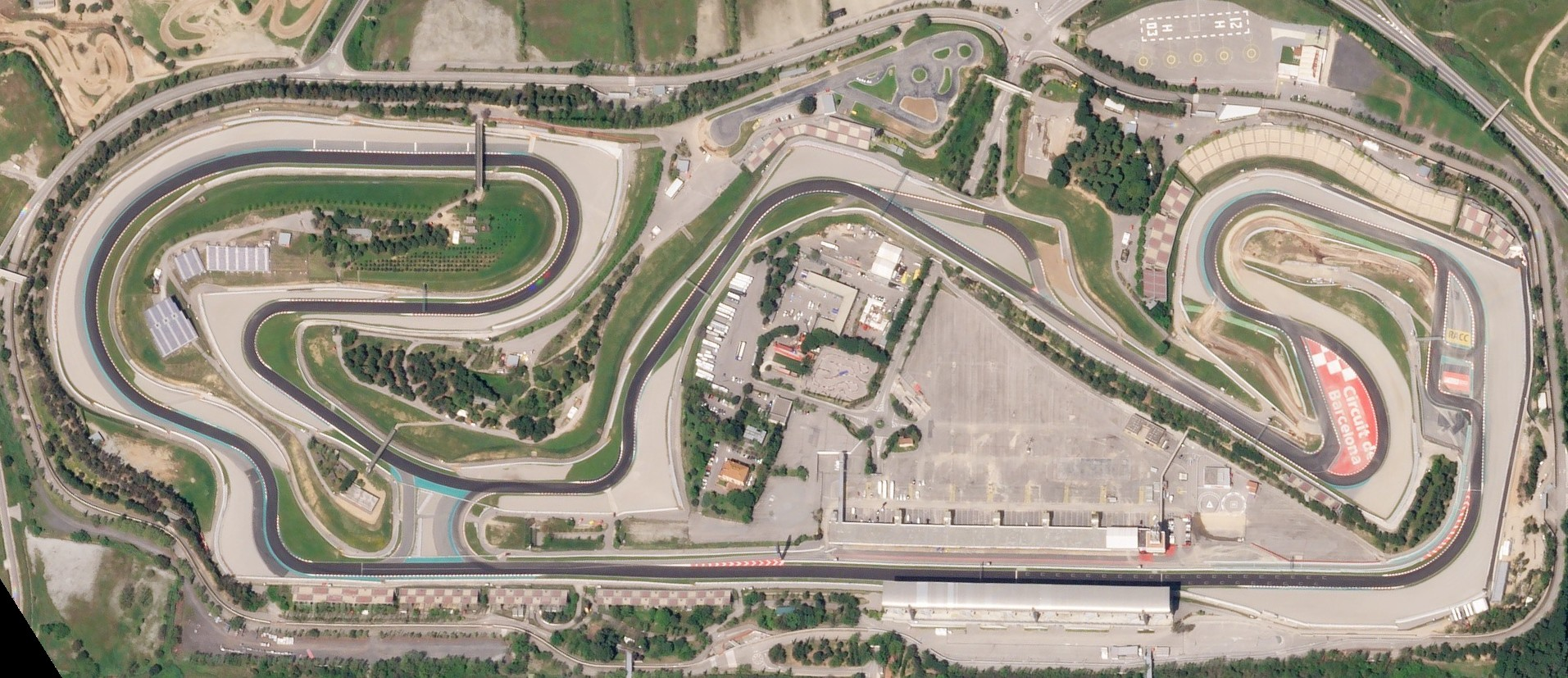
2018년 촬영한 바르셀로나 카탈루냐 서킷의 항공사진

## 레이아웃
- 초기 그랑프리 서킷 (1991 ~ 1994년)
- 그랑프리 서킷 (1995 ~ 2003년), 모터사이클 서킷 (1995 ~ 2016년)
- 그랑프리 서킷 (2004 ~ 2006년), 모터사이클 서킷 (2018 ~ 2020년)
- 그랑프리 서킷 (2007년 ~ 2020년), 모터사이클 서킷 (2016 ~ 2017년)
- 랠리크로스 서킷 (2015년 ~ 현재)
- 시케인 포함 그랑프리 서킷 (2021년 ~ 현재)
- 시케인 미포함 그랑프리 서킷 (2021년 ~ 현재)